# 준 해벅

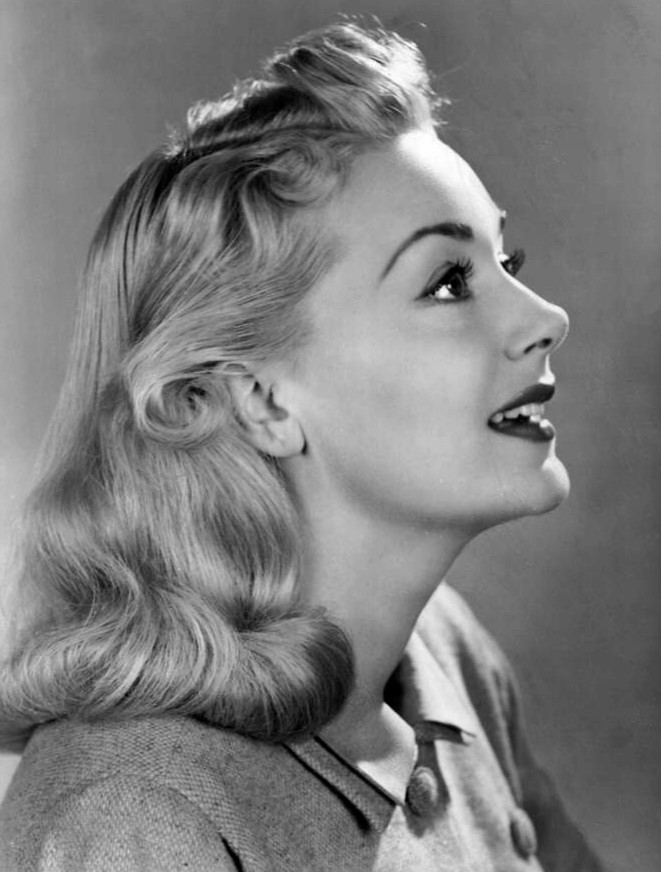

준 해벅(June Havoc, 1912년 11월 8일 ~ 2010년 3월 28일)는 미국의 연극 배우, 텔레비전 배우, 무대 연출가, 영화배우이다.
밴쿠버에서 태어났으며 스탬퍼드에서 사망하였다. 사인은 질병이다.

## 영화
- 사령 전설 (1987년)
- 음악은 멈출 수 없어 (1980년)
- 에드가 후버의 개인 파일 (1977년)
- 디즈니랜드 (1954년)
- 나에게 미소질 때 (1948년)
- 신사협정 (1947년)
- 헬로우 프리스코, 헬로우 (1943년)
- 마이 시스터 에일린 (1942년)
- 싱 유어 워리스 어웨이 (1942년)
- 포 잭스 앤 어 질 (1942년)